# یولداشوو (شهرستان آئورگازینسکی، باشقیرستان)
یولداشوو (به لاتین: Yuldashevo) یک منطقهٔ مسکونی در روسیه است که در باشقیرستان واقع شده‌است.